# فینال لیگ قهرمانان اروپا ۲۰۲۲
فینال لیگ قهرمانان اروپا ۲۰۲۲ بازی نهایی لیگ قهرمانان اروپا ۲۲–۲۰۲۱، شصت و هفتمین فصل از مسابقات برتر فوتبال باشگاهی اروپا بود که توسط یوفا برگزار شد. این بازی بین تیم انگلیسی لیورپول و تیم اسپانیایی رئال مادرید در ورزشگاه استاد دو فرانس سن-دنی فرانسه در تاریخ ۲۸ مه ۲۰۲۲ (۸ خرداد ۱۴۰۱)، ساعت ۰۰:۰۶ به وقت تهران برگزار شد. این بازی پس از سال‌های ۱۹۸۱ و ۲۰۱۸ سومین باری بود که این دو تیم رو در روی هم قرار گرفتند؛ همچنین برای اولین بار در تاریخ لیگ قهرمانان اروپا و جام باشگاه‌های اروپا بود که دو تیم در سه فینال مختلف رو در روی هم قرار گرفتند.
این بازی اولین فینال لیگ قهرمانان اروپا از سال ۲۰۱۹ بود که با ظرفیت حداکثری ورزشگاه برگزار شد. فینال‌های قبل به دلیل دنیاگیری کووید-۱۹ بدون تماشاگر بود یا تعداد تماشاگران محدود شده بود.
این بازی ابتدا قرار بود در ورزشگاه آلیانتس آرنا در مونیخ آلمان برگزار شود. با این حال، به دلیل به تعویق افتادن و جابجایی فینال ۲۰۲۰، میزبان نهایی یک سال به عقب منتقل شد و سن پترزبورگ میزبان فینال ۲۰۲۲ شد. در فوریه ۲۰۲۲، یوفا تأیید کرد که به دلیل بحران ۲۰۲۱–۲۰۲۲ روسیه-اوکراین فینال را به جای دیگری منتقل خواهد کرد. پس از حمله ۲۰۲۲ روسیه به اوکراین، در ۲۴ فوریه، یوفا یک جلسه فوق‌العاده کمیته اجرایی را فراخواند؛ جایی که انتظار می‌رفت محل برگزاری این مسابقه رسماً از روسیه خارج شود. روز بعد، یوفا تأیید کرد که فینال به ورزشگاه استاد دو فرانس در سن-دنی، واقع در شمال پاریس منتقل خواهد شد. این سومین باری است که فینال لیگ قهرمانان اروپا در این ورزشگاه برگزار می‌شود. این ورزشگاه قبلاً میزبان فینال‌های ۲۰۰۰ و ۲۰۰۶ بوده است.
رئال مادرید موفق شد با تک گل وینیسیوس  جونیور در دقیقه ۵۹ بازی را با نتیجه ۱ بر ۰ برنده شود و چهاردهمین عنوان قهرمانی جام باشگاه‌های اروپا/لیگ قهرمانان اروپا را به‌دست‌آورد. برنده این بازی در سوپر جام اروپا ۲۰۲۲ با قهرمان لیگ اروپا ۲۲–۲۰۲۱، آینتراخت فرانکفورت بازی خواهد کرد.

## تیم‌ها
در جدول زیر، فینال‌ها تا سال ۱۹۹۲ در دوره جام باشگاه‌های اروپا بودند، و از سال ۱۹۹۳ در دوره لیگ قهرمانان اروپا.
| تیم         | دیدارهای فینال پیشین (اعداد پررنگ نشان دهنده قهرمانی)                                               |
| ----------- | --------------------------------------------------------------------------------------------------- |
| لیورپول     | ۹ (۱۹۷۷، ۱۹۷۸، ۱۹۸۱، ۱۹۸۴، ۱۹۸۵، ۲۰۰۵، ۲۰۰۷، ۲۰۱۸، ۲۰۱۹)                                            |
| رئال مادرید | ۱۶ (۱۹۵۶، ۱۹۵۷، ۱۹۵۸، ۱۹۵۹، ۱۹۶۰، ۱۹۶۲، ۱۹۶۴، ۱۹۶۶، ۱۹۸۱، ۱۹۹۸، ۲۰۰۰، ۲۰۰۲، ۲۰۱۴، ۲۰۱۶، ۲۰۱۷، ۲۰۱۸) |

## مکان

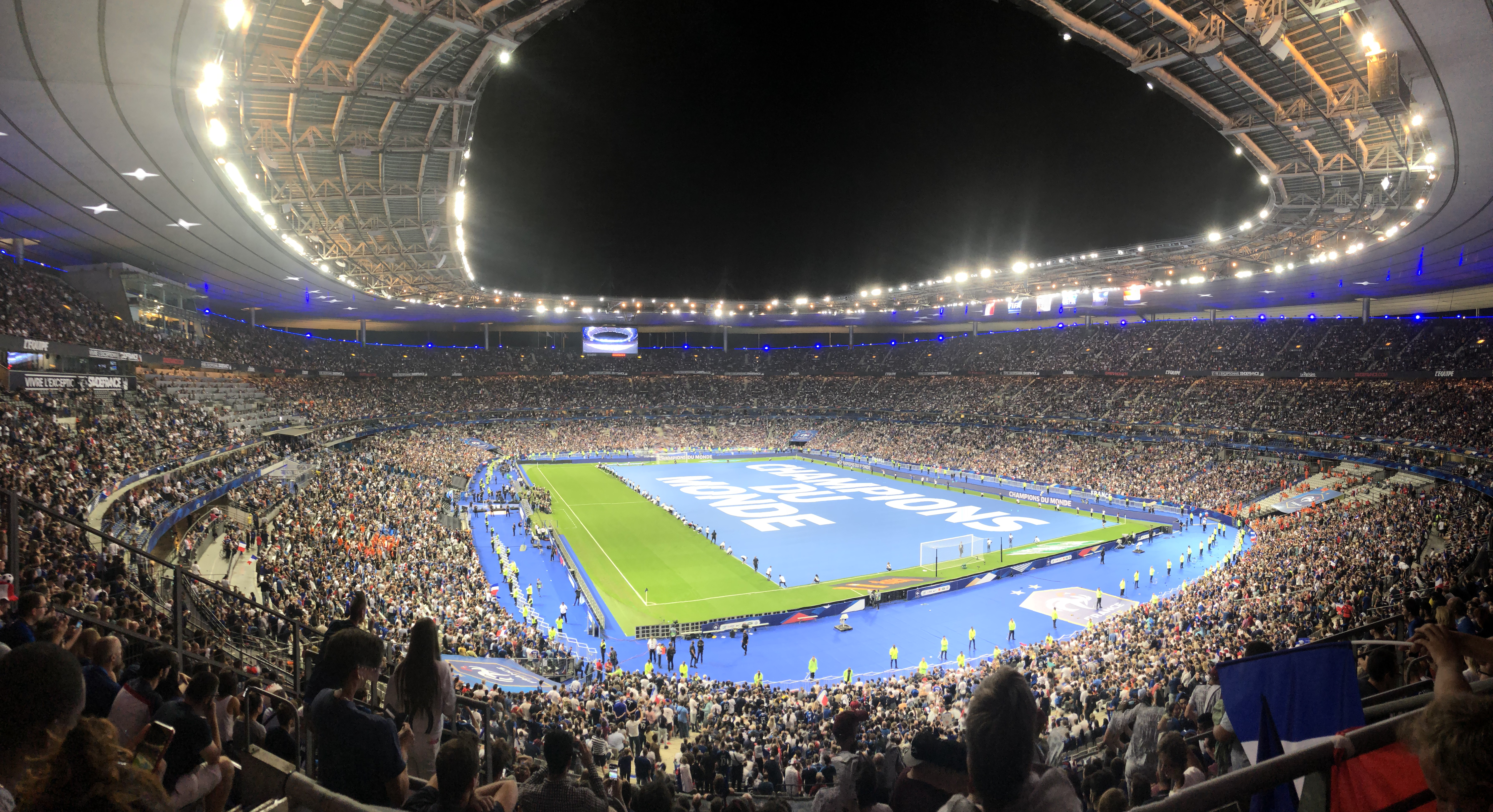
ورزشگاه استاد دو فرانس در سن-دنی میزبان فینال بود.

این مسابقه در اصل قرار بود در ورزشگاه آلیانتس آرنا واقع در شهر مونیخ آلمان برگزار شود. با این حال، زمانی که دنیاگیری کووید-۱۹ در اروپا یوفا را مجبور کرد تا فینال ۲۰۲۰ را از ورزشگاه المپیک آتاترک در استانبول به ورزشگاه استادیو دا لوز در لیسبون منتقل کند، آلیانتس آرنا میزبان فینال ۲۰۲۳ شد و میزبانی فینال ۲۰۲۲ بر عهده میزبان فینال ۲۰۲۱، ورزشگاه کرستوفسکی در سن پترزبورگ افتاد.
پس از حمله ۲۰۲۲ روسیه به اوکراین در فوریه ۲۰۲۲، یوفا جلسه اضطراری کمیته اجرایی خود را در ۲۵ فوریه ترتیب داد، که در آن تصمیم گرفتند فینال را به ورزشگاه استاد دو فرانس در سن-دنی منتقل کنند. شهرهای دیگری که به عنوان میزبان جایگزین پیشنهاد شدند آمستردام، بارسلونا، مونیخ و رم بودند. فرانسه از سال ۲۰۰۶ میزبان فینال لیگ قهرمانان اروپا نبوده است.

### انتخاب میزبان
یک فرایند مناقصه آزاد در تاریخ ۲۸ سپتامبر ۲۰۱۸ توسط یوفا برای انتخاب مکان‌های برگزاری فینال‌های لیگ قهرمانان اروپا، لیگ اروپا و لیگ قهرمانان اروپای زنان در سال ۲۰۲۱ آغاز شد. فدراسیون‌ها تا ۲۶ اکتبر ۲۰۱۸ فرصت داشتند تا علاقه خود را اعلام کنند و پرونده‌های پیشنهادی باید تا ۱۵ فوریه ۲۰۱۹ ارسال می‌شد.
یوفا در ۱ نوامبر ۲۰۱۸ اعلام کرد که دو فدراسیون برای میزبانی فینال لیگ قهرمانان اروپا در سال ۲۰۲۱ ابراز علاقه کرده‌اند، و در ۲۲ فوریه ۲۰۱۹ هر دو فدراسیون پرونده‌های خود را در مهلت مقرر ارسال کردند.
| کشور  | استادیوم             | شهر         | ظرفیت  | یادداشت                                                                                     |
| ----- | -------------------- | ----------- | ------ | ------------------------------------------------------------------------------------------- |
| آلمان | ورزشگاه آلیانتس آرنا | مونیخ       | ۷۰٬۰۰۰ | میزبان فینال لیگ قهرمانان اروپا ۲۰۱۲، مسابقات جام جهانی فوتبال ۲۰۰۶ و جام ملت‌های اروپا ۲۰۲۰ |
| روسیه | ورزشگاه کرستوفسکی    | سن پترزبورگ | ۶۷٬۸۰۰ | میزبان مسابقات جام کنفدراسیون‌ها ۲۰۱۷، جام جهانی فوتبال ۲۰۱۸ و جام ملت‌های اروپا ۲۰۲۰         |

ورزشگاه کرستوفسکی توسط کمیته اجرایی یوفا در جلسه آنها در لیوبلیانا، اسلوونی در ۲۴ سپتامبر ۲۰۱۹، انتخاب شد، جایی که میزبان فینال‌های لیگ قهرمانان اروپا در سال‌های ۲۰۲۱ و ۲۰۲۳ نیز تعیین شد.
در ۱۷ ژوئن ۲۰۲۰، کمیته اجرایی یوفا اعلام کرد که به دلیل به تعویق افتادن و جابجایی فینال ۲۰۲۰ ناشی از دنیاگیری کووید-۱۹ در اروپا، سن پترزبورگ میزبان فینال سال ۲۰۲۲ خواهد بود.

## پیش‌زمینه
لیورپول در دهمین فینال جام ملت‌های اروپا/لیگ قهرمانان اروپا بازی کرد. آنها قبلاً در ۶ فینال (در سال‌های ۱۹۷۷، ۱۹۷۸، ۱۹۸۱، ۱۹۸۴، ۲۰۰۵ و ۲۰۱۹) برنده شده بودند و سه فینال (در سال‌های ۱۹۸۵، ۲۰۰۷ و ۲۰۱۸) را باخته بودند. این بازی چهارمین فینال لیگ قهرمانان اروپا برای سرمربی یورگن کلوپ بود، پس از باخت با بروسیا دورتموند در سال ۲۰۱۳ و فینال‌های لیورپول در سال‌های ۲۰۱۸ و ۲۰۱۹. لیورپول علاوه بر شش قهرمانی در جام ملت‌های اروپا/لیگ قهرمانان اروپا، در سال ۱۹۶۶ در فینال جام برندگان جام اروپا نیز بازی کرد و در برابر بروسیا دورتموند شکست خورد. علاوه بر این، لیورپول در چهار فینال جام یوفا/لیگ اروپا، در سال‌های ۱۹۷۳، ۱۹۷۶ و ۲۰۰۱ قهرمان شد و در سال ۲۰۱۶ نیز با شکست زمین بازی را ترک کرد. سرمربی آنها یورگن کلوپ به دنبال تبدیل شدن به چهارمین آلمانی متوالی بود که مربی یک باشگاه قهرمان لیگ قهرمانان اروپا بود.
رئال مادرید در هفدهمین فینال جام ملت‌های اروپا/لیگ قهرمانان اروپا بازی کرد. آنها قبلاً در ۱۳ فینال (در سالهای ۱۹۵۶، ۱۹۵۷، ۱۹۵۸، ۱۹۵۹، ۱۹۶۰، ۱۹۶۶، ۱۹۹۸، ۲۰۰۰، ۲۰۰۲، ۲۰۱۴، ۲۰۱۶، ۲۰۱۷ و ۲۰۱۸) برنده شدند و سه فینال (۱۹۶۲، ۱۹۶۴ و ۱۹۸۱) را باخته بودند. سرمربی آنها کارلو آنچلوتی به عنوان سرمربی به رکورد پنجمین فینال لیگ قهرمانان اروپا رسید. او در زمانی که سرمربی میلان بود در سال‌های ۲۰۰۳ و ۲۰۰۷ پیروز شد و در سال ۲۰۰۵ شکست خورد و همچنین در فینال ۲۰۱۴ با رئال مادرید پیروز شد و به دنبال تبدیل شدن به اولین سرمربی تاریخ بود که برنده چهار عنوان قهرمانی لیگ قهرمانان اروپا می‌شود. رئال مادرید همچنین در دو فینال جام برندگان جام اروپا (با شکست در سال‌های ۱۹۷۱ و ۱۹۸۳) و دو فینال جام یوفا (پیروزی در سال‌های ۱۹۸۵ و ۱۹۸۶) بازی کرده بود.
پس از فینال سال ۱۹۸۱ که در پارک دو پرنس پاریس برگزار شد و در آن لیورپول با نتیجه ۱–۰ پیروز شد و فینال ۲۰۱۸ که در مجموعه ورزشی ملی المپیک در کیف برگزار شد و در آن رئال مادرید با نتیجه ۳–۱ به پیروزی رسید؛ این سومین بار بود که این دو تیم در فینال به مصاف یکدیگر می‌روند. این سومین فینال کارلو آنچلوتی به عنوان سرمربی مقابل لیورپول پس از فینال‌های ۲۰۰۵ و ۲۰۰۷ است. او همچنین در فینال ۱۹۸۴ به عنوان بازیکن رم در مقابل لیورپول حاضر بود و تیمش در آن بازی شکست خورد. این ششمین باری بود که یک تیم اسپانیایی در فینال رقابت‌ها با یک تیم انگلیسی دیدار می‌کند، پس از فینال‌های ۱۹۸۱، ۲۰۰۶ (پیروزی بارسلونا مقابل آرسنال)، فینال‌های ۲۰۰۹ و ۲۰۱۱ (هر دو پیروزی بارسلونا مقابل منچستر یونایتد) و فینال ۲۰۱۸.
علاوه بر فینال‌های سال‌های ۱۹۸۱ و ۲۰۱۸، این دو باشگاه ۶ بار با یکدیگر دیدار کردند. لیورپول هر دو بازی را در مرحله یک‌هشتم نهایی لیگ قهرمانان اروپا ۰۹–۲۰۰۸ برد (۱–۰ خارج از خانه و ۴–۰ در خانه). این دو باشگاه در مرحله گروهی لیگ قهرمانان اروپا فصل ۱۵–۲۰۱۴ در یک گروه قرار گرفتند و رئال مادرید ۳–۰ خارج از خانه و ۱–۰ در خانه پیروز شد. در مرحله یک‌چهارم نهایی ۲۱–۲۰۲۰، تیم اسپانیایی با نتیجه ۳–۱ در خانه پیروز شد و در آنفیلد صفر صفر مساوی کرد تا صعود به نیمه‌نهایی را تضمین کند.

## مسیر تا فینال
در تمام نتایج، گل‌های زده تیم فینالیست در سمت راست آمده است (H: میزبان، A: مهمان)
| رتبه | تیم            | بازی | امتیاز |
| ---- | -------------- | ---- | ------ |
| ۱    | لیورپول        | ۶    | ۱۸     |
| ۲    | اتلتیکو مادرید | ۶    | ۷      |
| ۳    | پورتو          | ۶    | ۵      |
| ۴    | آ.ث. میلان     | ۶    | ۴      |

| رتبه | تیم           | بازی | امتیاز |
| ---- | ------------- | ---- | ------ |
| ۱    | رئال مادرید   | ۶    | ۱۵     |
| ۲    | اینتر میلان   | ۶    | ۱۰     |
| ۳    | شریف تیراسپول | ۶    | ۷      |
| ۴    | شاختار دونتسک | ۶    | ۲      |

## پیش‌بازی

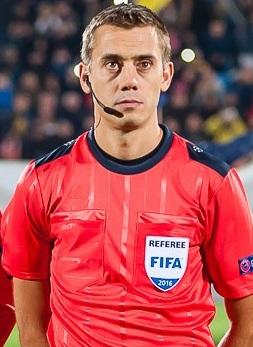
Clément Turpin داور بازی فینال

### هویت
از لوگوی فینال لیگ قهرمانان اروپا ۲۰۲۲ در مراسم قرعه‌کشی مرحله گروهی در ۲۶ اوت ۲۰۲۱ در استانبول رونمایی شد.

### سفیر
سفیران فینال، یان راش و رائول، مهاجمان سابق لیورپول و رئال مادرید بودند. در اصل، آندری آرشاوین، مهاجم سابق روسیه و زنیت سن پترزبورگ قرار بود سفیر این بازی شود. اما پس از انتقال فینال به پاریس سفیر فینال تغییر کرد.

### مراسم افتتاحیه
کامیلا کبیو خواننده آمریکایی قبل از شروع مسابقه برای مراسم افتتاحیه اجرا کرد. او آهنگ‌های «سینوریتا»، «زندگی خوب»، «هاوانا»، «بام بام» و «هنوز نرو» را اجرا کرد.

### مشکلات ورود به ورزشگاه و تغییر زمان بازی
قبل از شروع بازی، بسیاری از هواداران لیورپول به دلیل مشکلات متعدد نتوانستند وارد ورزشگاه شوند. برخی از دروازه‌ها در حالی بسته شدند که هواداران همچنان منتظر ورود بودند و همچنین گزارش‌هایی مبنی بر استفاده از گاز اشک‌آور و افشانه فلفل در خارج از ورزشگاه وجود داشت. نماینده بریتانیا، یان بیرن، ورودی را به عنوان «یکی از بدترین تجربیات» در زندگی خود توصیف کرد و دلیل آن را «امنیت و سازمان‌دهی وحشتناکی که زندگی تماشاگران را در معرض خطر قرار می‌دهد» عنوان کرد. تا ساعت ۲۱:۰۰ به وقت محلی (۲۳:۳۰ به وقت تهران)، زمانی که ابتدا برنامه‌ریزی شده بود، هزاران صندلی در جایگاه لیورپول خالی ماندند. به دلایل امنیتی، شروع مسابقه ابتدا با ۱۵ دقیقه تأخیر به ساعت ۲۱:۱۵ (۲۳:۴۵ به وقت تهران) رسید. سپس با ۱۵ دقیقه تأخیر دیگر به ۲۱:۳۰ (۰۰:۰۰ به وقت تهران) موکول شد و ۶ دقیقه دیگر نیز تأخیر خورد تا در نهایت در ساعت ۲۱:۳۶ (۰۰:۰۶ به وقت تهران) برگزار شود.
در داخل ورزشگاه، گوینده سیستم صوتی عمومی و پیامی که در جامبوترون نمایش داده شد، تأخیر را به «دیر رسیدن هواداران» نسبت داد. این موضوع توسط برخی از روزنامه نگاران حاضر در مسابقه مورد مناقشه قرار گرفت و در عوض مسائل خارج از ورزشگاه را به سازمان دهندگان نسبت دادند. پلیس فرانسه در بیانیه‌ای گفت: «مردم تلاش کردند تا به ورزشگاه نفوذ کنند» و پلیس «مداخله کرد تا مردم را به عقب برگرداند و راه را باز کند». بیانیه‌ای پس از مسابقه، هوادارانی با «بلیت‌های جعلی» که قادر به ورود از طریق چرخ‌گردان نبودند، مقصر دانست. وزیر امور خارجه فرانسه، جرالد دنین، ادعا کرد که «هزاران نفر از طرفداران بریتانیایی» بدون بلیت یا با بلیت جعلی آنها را مجبور کرده‌اند تا به ورزشگاه راهشان بدهند. با این حال، بیانیه‌ای از افسران پلیس مرسی‌ساید اعلام کرد «رفتار طرفداران در تورنیل‌ها نمونه‌ای از شرایط تکان دهنده بود». لیورپول خواستار تحقیقات رسمی در مورد دلایل این مسئله شد. مدافع لیورپول، اندرو رابرتسون سازمان برگزاری بازی را با عنوان «شمشیر» توصیف کرد و افزود که به یکی از دوستانش که با بلیت اهدایی از طرف او قصد داشت وارد ورزشگاه شود اجازه ورود ندادند.

## بازی

### جزئیات
تیم «میزبان» با قرعه‌کشی اضافی که پس از قرعه‌کشی مرحله یک‌چهارم نهایی و نیمه‌نهایی برگزار شد، در مقر یوفا در نیون سوئیس مشخص شد.

| لیورپول | ۰–۱   | رئال مادرید  |
| ------- | ----- | ------------ |
|         | گزارش | وینیسیوس ۵۹' |

| لیورپول | رئال مادرید |

| GK              | ۱  | الیسون بکر           |     |     |
| RB              | ۶۶ | ترنت الکساندر-آرنولد |     |     |
| CB              | ۵  | ابراهاما کوناته      |     |     |
| CB              | ۴  | ویرجیل فن دایک       |     |     |
| LB              | ۲۶ | اندرو رابرتسون       |     |     |
| CM              | ۱۴ | جوردن هندرسون (c)    |     | '۷۷ |
| CM              | ۳  | فابینیو              | '۶۲ |     |
| CM              | ۶  | تیاگو آلکانتارا      |     | '۷۷ |
| RF              | ۱۱ | محمد صلاح            |     |     |
| CF              | ۱۰ | سادیو مانه           |     |     |
| LF              | ۲۳ | لوئیز دیاز           |     | '۶۵ |
| بازیکنان ذخیره: |    |                      |     |     |
| GK              | ۶۲ | کائویمین کلهر        |     |     |
| DF              | ۱۲ | جو گومز              |     |     |
| DF              | ۲۱ | کوستاس سیمیکاس       |     |     |
| DF              | ۳۲ | ژوئل متیپ            |     |     |
| MF              | ۷  | جیمز میلنر           |     |     |
| MF              | ۸  | نبی کیتا             |     | '۷۷ |
| MF              | ۱۵ | الکس اکسلید-چمبرلین  |     |     |
| MF              | ۱۷ | کورتیس جونز          |     |     |
| MF              | ۶۷ | هاروی الیوت          |     |     |
| FW              | ۹  | روبرتو فیرمینو       |     | '۷۷ |
| FW              | ۱۸ | تاکومی مینامینو      |     |     |
| FW              | ۲۰ | دیگو ژوتا            |     | '۶۵ |
| سرمربی:         |    |                      |     |     |
| یورگن کلوپ      |    |                      |     |     |

| GK              | ۱  | تیبو کورتوا         |  |       |
| RB              | ۲  | دنی کارواخال        |  |       |
| CB              | ۳  | ادر میلیتائو        |  |       |
| CB              | ۴  | داوید آلابا         |  |       |
| LB              | ۲۳ | فرلان مندی          |  |       |
| CM              | ۱۰ | لوکا مودریچ         |  | '۹۰   |
| CM              | ۱۴ | کازمیرو             |  |       |
| CM              | ۸  | تونی کروس           |  |       |
| RF              | ۱۵ | فدریکو والورده      |  | '۸۶   |
| CF              | ۹  | کریم بنزما (c)      |  |       |
| LF              | ۲۰ | وینیسیوس جونیور     |  | '۹۰+۳ |
| بازیکنان ذخیره: |    |                     |  |       |
| GK              | ۱۳ | آندری لونین         |  |       |
| DF              | ۶  | ناچو                |  |       |
| DF              | ۱۲ | مارسلو              |  |       |
| MF              | ۱۷ | لوکاس واسکز         |  |       |
| MF              | ۱۹ | دنی سبایوس          |  | '۹۰   |
| MF              | ۲۲ | ایسکو               |  |       |
| MF              | ۲۵ | ادواردو کاماوینگا   |  | '۸۶   |
| FW              | ۷  | ادن آزار            |  |       |
| FW              | ۱۱ | مارکو آسنسیو        |  |       |
| FW              | ۱۸ | گرت بیل             |  |       |
| FW              | ۲۱ | رودریگو گوئس        |  | '۹۰+۳ |
| FW              | ۲۴ | مارییانو دیاز مخییا |  |       |
| سرمربی:         |    |                     |  |       |
| کارلو آنچلوتی   |    |                     |  |       |

| بهترین بازیکن زمین: تیبو کورتوا (رئال مادرید) کمک داوران: نیکولاس دانوس (فرانسه) سیریل گرینگور (فرانسه) داور چهارم: بنوآ باستین (فرانسه) کمک داور ویدئویی: ژروم بریسارد (فرانسه) دستیار کمک داور ویدئویی: ویلی دولاژو (فرانسه) ماسیمیلیانو ایراتی (ایتالیا) فیلیپو ملی (ایتالیا) | قوانین بازی - ۹۰ دقیقه وقت معمول - ۳۰ دقیقه وقت اضافه در صورت لزوم - ضربات پنالتی در صورت ادامه داشتن تساوی - ۱۲ بازیکن ذخیره - حداکثر پنج تعویض، و تعویض ششم در وقت اضافه |

### آمار
| آمار          | لیورپول | رئال مادرید |
| ------------- | ------- | ----------- |
| گل زده        | ۰       | ۰           |
| تعداد شوت     | ۱۰      | ۱           |
| شوت در چارچوب | ۵       | ۰           |
| دفع توپ       | ۰       | ۵           |
| مالکیت توپ    | ۴۷٪     | ۵۳٪         |
| ضربات کرنر    | ۱       | ۱           |
| تعداد خطا     | ۵       | ۴           |
| آفساید        | ۰       | ۱           |
| کارت زرد      | ۰       | ۰           |
| کارت قرمز     | ۰       | ۰           |

| آمار          | لیورپول | رئال مادرید |
| ------------- | ------- | ----------- |
| گل زده        | ۰       | ۱           |
| تعداد شوت     | ۱۳      | ۲           |
| شوت در چارچوب | ۴       | ۱           |
| دفع توپ       | ۰       | ۴           |
| مالکیت توپ    | ۵۳٪     | ۴۷٪         |
| ضربات کرنر    | ۵       | ۱           |
| تعداد خطا     | ۸       | ۳           |
| آفساید        | ۱       | ۳           |
| کارت زرد      | ۱       | ۰           |
| کارت قرمز     | ۰       | ۰           |

| آمار          | لیورپول | رئال مادرید |
| ------------- | ------- | ----------- |
| گل زده        | ۰       | ۱           |
| تعداد شوت     | ۲۳      | ۳           |
| شوت در چارچوب | ۹       | ۱           |
| دفع توپ       | ۰       | ۹           |
| مالکیت توپ    | ۵۰٪     | ۵۰٪         |
| ضربات کرنر    | ۶       | ۲           |
| تعداد خطا     | ۱۳      | ۷           |
| آفساید        | ۱       | ۴           |
| کارت زرد      | ۱       | ۰           |
| کارت قرمز     | ۰       | ۰           |

## پس از بازی
رئال مادرید با پیروزی خود، یک رکورد ۱۴ عنوان را در جام باشگاه‌های اروپا/لیگ قهرمانان اروپا به دست آورد. این باشگاه عنوان‌های بیشتری نسبت به مجموع دو تیم موفق بعدی کسب کرده است - آ.ث. میلان با ۷ قهرمانی و لیورپول با ۶ قهرمانی. این بازی پنجمین فینال رئال مادرید در ۹ فصل اخیر لیگ قهرمانان (از فصل ۱۴–۲۰۱۳) و همچنین هشتمین فینال آنها در دوران لیگ قهرمانان اروپا است. آنها در هیچ‌کدام از فینال‌های دوران لیگ قهرمانان اروپا که در آن حاضر بودند تن به شکست ندادند و آخرین باخت آنها در فینال به سال ۱۹۸۱ بر می‌گردد. رئال مادرید همچنین برای چهارمین بار در طول تاریخش موفق به دَبِل شد. با این پیروزی، تیم‌های اسپانیایی در مجموع ۱۷ بار موفق به شکست دادن رقبای غیر اسپانیایی در فینال جام باشگاه‌های اروپا/لیگ قهرمانان اروپا شدند. دروازه‌بان رئال تیبو کورتوا به‌عنوان بازیکن زمین شناخته شد. او با دفع ۹ توپ در مسابقه فینال رکورد بیشترین دفع توپ در بازی فینال از فصل ۰۴–۲۰۰۳، درست از زمانی که اوپتا اسپورتس تصمیم گرفت تا آمار و رکوردهایش را بایگانی کند را به دست آورد. وی همچنین با دفع ۵۹ توپ در این فصل از لیگ قهرمانان رکورد بیشترین دفع توپ یک دروازه‌بان در یک فصل از لیگ قهرمانان اروپا از زمانی که اوپتا اسپورتس تصمیم به حفظ آمار و رکوردهای گرفت را به دست آورد.
کارلو آنچلوتی اولین سرمربی تاریخ بود که چهار عنوان قهرمانی لیگ قهرمانان را به دست آورد. او قبلاً در سال‌های ۲۰۰۳ و ۲۰۰۷ با آ.ث. میلان و در سال ۲۰۱۴ با رئال مادرید قهرمان شده بود. از سوی دیگر، یورگن کلوپ در کنار مارچلو لیپی رکورد بیشترین باخت در فینال لیگ قهرمانان اروپا را به دست آورد. او قبلاً در فینال ۲۰۱۳ با بروسیا دورتموند و در ۲۰۱۸ با لیورپول بازنده از زمین بازی خارج شد.
کریم بنزما، دنی کارواخال، کاسمیرو، ایسکو، تونی کروس، مارسلو، لوکا مودریچ، گرت بیل و ناچو همه برای پنجمین بار قهرمان اروپا شدند. آنها به کریستیانو رونالدو، بازیکن سابق رئال مادرید پیوسته‌اند؛ به عنوان تنها بازیکنانی که توانسته‌اند ۵ بار در لیگ قهرمانان اروپا قهرمان شوند.